# Jagex
Jagex är ett brittiskt företag som bildades i december 2001 av Andrew Gower, Paul Gower och Constant Tedder för att ta över det populära MMORPG-spelet RuneScape. Jagex kallas även för Jagex Ltd, vilket står för Java Audio Graphics eXtentions Limited. En vanlig missuppfattining är att det står för Java Gaming Experts Limited. Förutom Runescape har företaget även jobbat på projektet FunOrb och MechScape, som nu bytt namn till Stellar Dawn sedan en tid tillbaka.
Jagex är uppdelat i två delar, där ena halvan jobbar på Runescape och den andra på Oldschool Runescape också kallat OSRS.